# W·W·诺顿公司

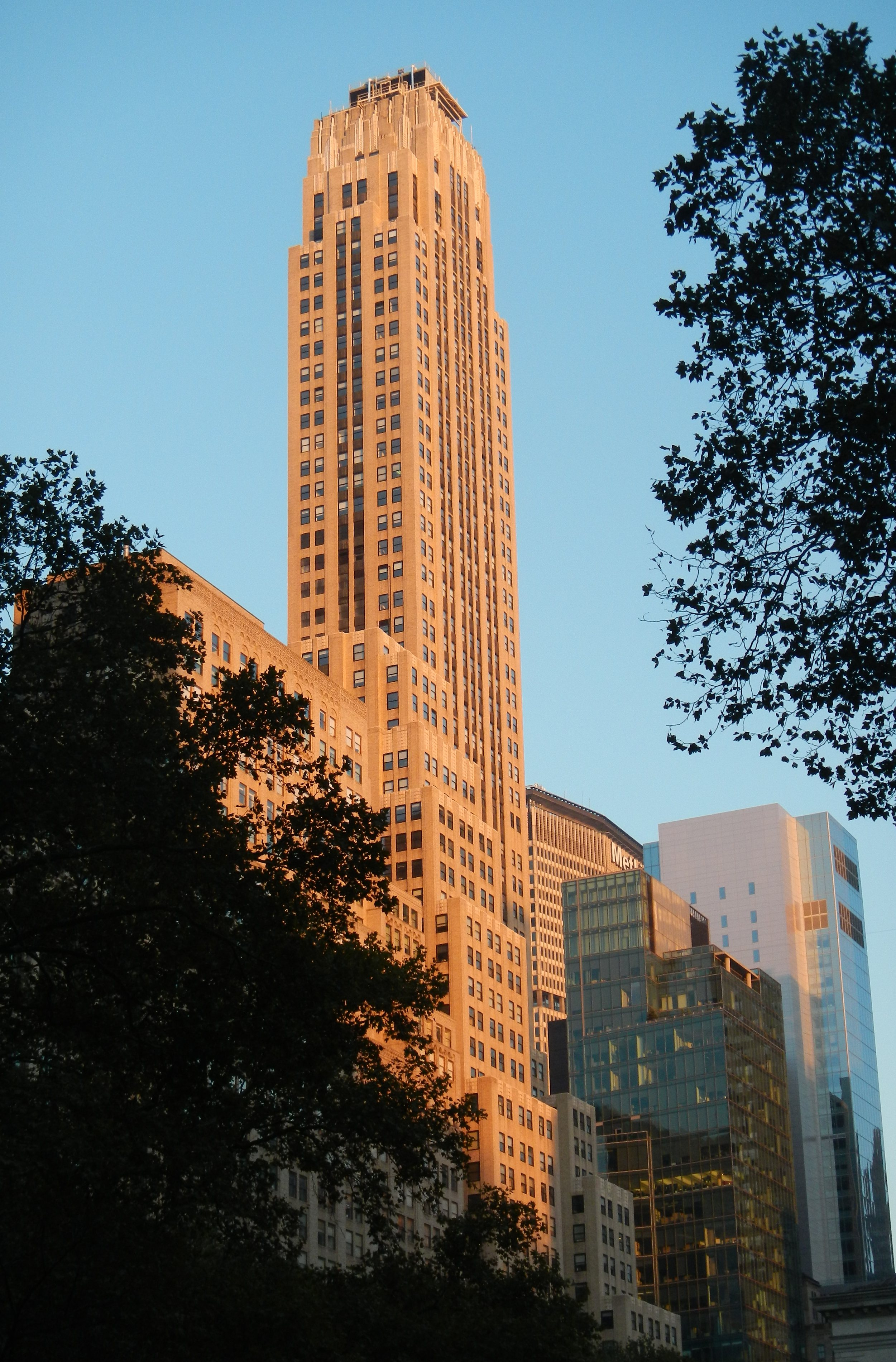
500 Fifth Avenue

W·W·诺顿公司（英語：W. W. Norton & Company）是一家总部设在纽约市的美国出版公司。自20世纪60年代初以来，它一直由员工拥有。该公司以其《诺顿选集》（特别是诺顿英国文学选集）及其在诺顿评论版系列中的文本而闻名，后者在大学文学课程中经常被指定。